# Alocasia cadieri
Alocasia cadieri là một loài thực vật có hoa trong họ Ráy (Araceae). Loài này được Chantrier mô tả khoa học đầu tiên năm 1939.